# Леон Драйзайтль
Леон Драйзайтль (нім. Leon Draisaitl; нар. 27 жовтня 1995, Кельн) — німецький хокеїст, центральний нападник, крайній нападник клубу НХЛ «Едмонтон Ойлерс». Гравець збірної команди Німеччини. Син відомого німецького хокеїста та тренера Петера Драйзайтля.

## Ігрова кар'єра
Хокейну кар'єру розпочав 2011 року виступами за юніорську команду Юнгадлер Мангайм U18. Вихованець німецького клубу «Адлер Мангайм». У сімнадцятирічному віці переїжджає до Канади, де починає виступати за команду «Принс-Альберт Рейдерс» (ЗХЛ). У клубі стає досить швидко одним із лідерів, а в сезоні 2013/14 набирає понад 100 очок в регулярному сезоні (38+67).	
2014 року був обраний на драфті НХЛ під 3-м загальним номером командою «Едмонтон Ойлерс». 12 серпня 2014 Леон укладає трирічний контракт з «нафтовиками». Перший матч в НХЛ провів 9 жовтня 2014 проти «Калгарі Флеймс». 24 жовтня 2014 закидає і першу шайбу в ворота Антона Худобіна («Кароліна Гаррікейнс»). Зрештою кінцівку сезону він провів у складі команди «Келона Рокетс» (ЗХЛ).
6 квітня 2016 він став автором останнього голу на Рексалл-плейс у переможному матчі 6–2 над «Ванкувер Канакс».
7 травня 2017 Драйзайтль став наймолодшим гравцем «Ойлерс», що зробив хет-трик в матчі проти «Анагайм Дакс».
16 серпня 2017 укладає з «нафтовиками» новий восьмирічний контракт на суму $68 мільйонів доларів.
6 квітня 2019 Леон став першим гравцем «Ойлерс» з сезону 1987—88, який закинув 50 шайб, а також встановив абсолютний рекорд серед німецьких хокеїстів набравши 105 очок у регулярній першості НХЛ та став шостим гравцем «нафтовиків», який перетнув позначку в сто очок.
За підсумками сезону 2019–20 років Драйзайтль став володарем Трофею Гарта та Нагороди Теда Ліндсея, а також увійшов до першої команди всіх зірок НХЛ.
Леон у грудні 2020 року визнаний Спортсменом року Німеччини.
31 січня 2021 року, Леон став автором шести результативних передач у переможній грі 8–5 проти команди «Оттава Сенаторс».
3 квітня 2022 року німець втретє в кар'єрі досягнув позначки в 100 очок та 50-ти голів. У перших п'яти матчах плей-оф 2022 року Драйзайтль набрав рекордну кількість очок 17 (2+15).
27 березня 2023 року Драйзайтль закинув 300-у шайбу в кар'єрі, відзначившись в матчі проти «Аризони Койотс». 3 травня 2023 року у першому матчі другого раунду Кубка Стенлі став автором покеру в матчі проти «Вегас Голден Найтс», ставши першим гравцем «Едмонтон Ойлерс» кому це вдалося в XXI столітті.
5 квітня 2024 року Драйзайтль записав до свого активу 500-ту результативну передачу в НХЛ, віддавши пас на Коннора Мак-Девіда.
3 вересня 2024 року Драйзайтль підписав новий восьмирічний контракт з «Ойлерс». За підсумками сезону 2024–25 років Леон став володарем Трофею Моріса Рішара та увійшов до другої команди зірок НХЛ.

## На рівні збірних
Був гравцем юніорської та молодіжної збірної Німеччини, у складі яких брав участь у 28 іграх. 
З 2014 залучається до лав національної збірної Німеччини і є неодмінним учасником всіх чемпіонатів світу з того часу.
У складі збірної Європи в 2016 році брав участь у Кубку світу, став срібним призером турніру.

## Нагороди та досягнення
- Трофей Еда Чіновета — 2015.
- Учасник матчу усіх зірок НХЛ — 2019.
- Володар Трофею Арта Росса — 2020.
- Володар Трофею Гарта — 2020.
- Володар Нагороди Теда Ліндсея — 2020.
- Перша команда всіх зірок НХЛ — 2020.
- Спортсмен року Німеччини — 2020.
- Трофей Моріса Рішара — 2025.
- Друга команда всіх зірок НХЛ — 2025.

## Статистика

### Клубні виступи
| Сезон        | Клуб                    | Ліга         | Регулярний сезон | Регулярний сезон | Регулярний сезон | Регулярний сезон | Регулярний сезон | Плей-оф | Плей-оф | Плей-оф | Плей-оф | Плей-оф |
| Сезон        | Клуб                    | Ліга         | І                | Г                | П                | О                | ШХ               | І       | Г       | П       | О       | ШХ      |
| ------------ | ----------------------- | ------------ | ---------------- | ---------------- | ---------------- | ---------------- | ---------------- | ------- | ------- | ------- | ------- | ------- |
| 2011–12      | Юнгадлер Мангайм U18    | ДЮЛ          | 35               | 21               | 35               | 56               | 39               | 8       | 6       | 6       | 12      | 2       |
| 2012–13      | «Принс-Альберт Рейдерс» | ЗХЛ          | 64               | 21               | 37               | 58               | 22               | 4       | 0       | 4       | 4       | 0       |
| 2013–14      | «Принс-Альберт Рейдерс» | ЗХЛ          | 64               | 38               | 67               | 105              | 24               | 5       | 1       | 4       | 5       | 4       |
| 2014–15      | «Едмонтон Ойлерс»       | НХЛ          | 37               | 2                | 7                | 9                | 4                | —       | —       | —       | —       | —       |
| 2014–15      | «Келона Рокетс»         | ЗХЛ          | 32               | 19               | 34               | 53               | 25               | 19      | 10      | 18      | 28      | 12      |
| 2015–16      | «Бейкерсфілд Кондорс»   | АХЛ          | 6                | 1                | 1                | 2                | 4                | —       | —       | —       | —       | —       |
| 2015–16      | «Едмонтон Ойлерс»       | НХЛ          | 72               | 19               | 32               | 51               | 20               | —       | —       | —       | —       | —       |
| 2016–17      | «Едмонтон Ойлерс»       | НХЛ          | 82               | 29               | 48               | 77               | 20               | 13      | 6       | 10      | 16      | 19      |
| 2017–18      | «Едмонтон Ойлерс»       | НХЛ          | 78               | 25               | 45               | 70               | 30               | —       | —       | —       | —       | —       |
| 2018–19      | «Едмонтон Ойлерс»       | НХЛ          | 82               | 50               | 55               | 105              | 52               | —       | —       | —       | —       | —       |
| 2019–20      | «Едмонтон Ойлерс»       | НХЛ          | 71               | 43               | 67               | 110              | 18               | 4       | 3       | 3       | 6       | 0       |
| 2020–21      | «Едмонтон Ойлерс»       | НХЛ          | 56               | 31               | 53               | 84               | 22               | 4       | 2       | 3       | 5       | 2       |
| 2021–22      | «Едмонтон Ойлерс»       | НХЛ          | 80               | 55               | 55               | 110              | 40               | 16      | 7       | 25      | 32      | 6       |
| 2022–23      | «Едмонтон Ойлерс»       | НХЛ          | 80               | 52               | 76               | 128              | 24               | 12      | 13      | 5       | 18      | 10      |
| 2023–24      | «Едмонтон Ойлерс»       | НХЛ          | 81               | 41               | 65               | 106              | 76               | 25      | 10      | 21      | 31      | 14      |
| 2024–25      | «Едмонтон Ойлерс»       | НХЛ          | 71               | 52               | 54               | 106              | 34               | 22      | 11      | 22      | 33      | 6       |
| Усього в НХЛ | Усього в НХЛ            | Усього в НХЛ | 790              | 399              | 557              | 956              | 340              | 96      | 52      | 89      | 141     | 57      |

### Збірна
| Рік                | Команда            | Турнір             | Місце              |    | І  | Г  | П  | О  | ШХ |
| ------------------ | ------------------ | ------------------ | ------------------ | -- | -- | -- | -- | -- | -- |
| 2012               | Німеччина          | WHC17              | 9-е                | 5  | 1  | 4  | 5  | 10 |    |
| 2012               | Німеччина          | ЮЧС18              | 6-е                | 6  | 2  | 5  | 7  | 2  |    |
| 2013               | Німеччина          | ЮЧС18              | 8-е                | 5  | 1  | 6  | 7  | 4  |    |
| 2013               | Німеччина          | МЧС                | 9-е                | 6  | 2  | 4  | 6  | 2  |    |
| 2014               | Німеччина          | МЧС                | 9-е                | 6  | 2  | 4  | 6  | 52 |    |
| 2014               | Німеччина          | ЧС                 | 14-е               | 7  | 1  | 3  | 4  | 0  |    |
| 2016               | Німеччина          | ЧС                 | 7-е                | 8  | 1  | 3  | 4  | 4  |    |
| 2016               | Німеччина          | ЗОІ                | квал.              | 3  | 2  | 3  | 5  | 0  |    |
| 2016               | Команда Європи     | КС                 | 2                  | 6  | 2  | 0  | 2  | 0  |    |
| 2017               | Німеччина          | ЧС                 | 8-е                | 3  | 0  | 2  | 2  | 2  |    |
| 2018               | Німеччина          | ЧС                 | 11-е               | 7  | 2  | 7  | 9  | 16 |    |
| 2019               | Німеччина          | ЧС                 | 8-е                | 8  | 5  | 3  | 8  | 0  |    |
| Молодіжна збірна   | Молодіжна збірна   | Молодіжна збірна   | Молодіжна збірна   | 28 | 8  | 23 | 31 | 60 |    |
| Національна збірна | Національна збірна | Національна збірна | Національна збірна | 37 | 13 | 21 | 34 | 22 |    |